# 乡村大写体

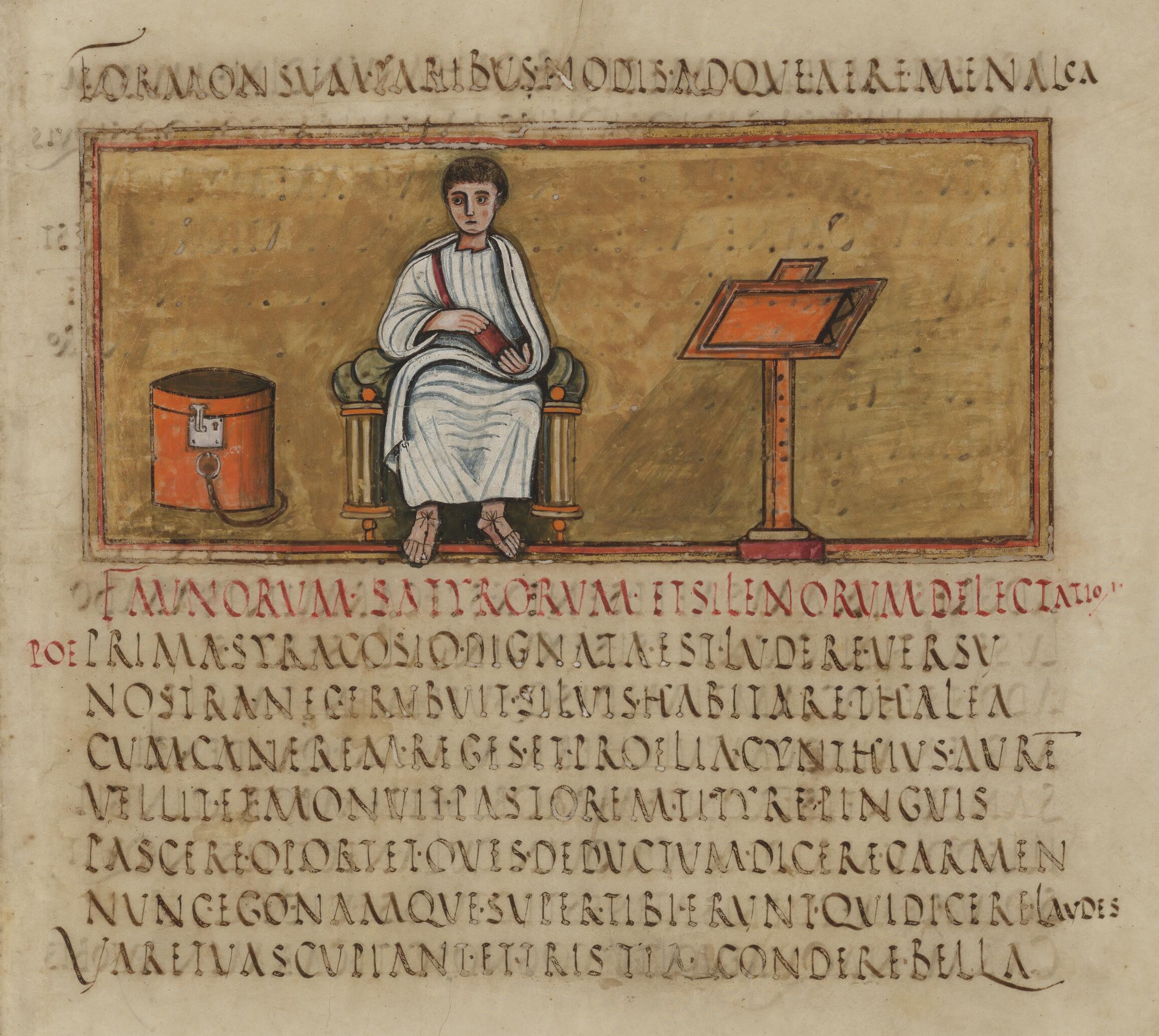
《维吉尔罗马抄本》第 14 对开页右页中，维吉尔的作者肖像。

乡村大写体是一种古罗马书法字体。由于该术语具有负面含义，对立于更“文明”的方大写体，因此伯恩哈德·比肖夫更喜欢将该文字称为“经典大写体”。该字体用于书写世俗文本。

## 历史
该文字在公元 1 世纪至 9 世纪期间使用，最常见的是在 4 世纪至 6 世纪之间。 5世纪之后，乡村大写体开始不再使用，但它们继续用作文章标题，同安色尔体作为正文字体在手稿中使用。

## 结构
乡村大写字母与方大写体相似，但不那么严格，更多地受到纸莎草纸或羊皮纸上书写的影响。这些字母紧凑，比方大写体使用更多的曲线，并且下降部分延伸到基线以下。

### 句法
用乡村大写字母书写的文字利用符号（单词之间的点）来分隔单词，这与连续书写的做法相反（连续书写单词而没有任何形式的分隔，请参见安塞尔体）。 

## 幸存作品

乡村大写体

大约有 50 份带有乡村大写字母的手稿幸存下来，包括四本维吉尔的作品（包括维吉尔梵蒂冈抄本和维吉尔罗马抄本 ）、一份特伦斯的作品以及一份普鲁登提乌斯的作品。该脚本通常用于异教作者的豪华副本；基督教作家使用这种文字的唯一作品是普鲁登提乌斯和塞杜利乌斯的作品。